# Glycinde polygnatha
Glycinde polygnatha är en ringmaskart som beskrevs av Hartman 1950. Glycinde polygnatha ingår i släktet Glycinde och familjen Goniadidae. Inga underarter finns listade i Catalogue of Life.